# Conferència sectorial
Una conferència sectorial és un instrument recollit en la Llei 30/1992 de 26 de novembre de règim jurídic de les administracions públiques i del procediment administratiu comú pel qual l'estat espanyol i una comunitat autònoma poden crear òrgans per a la cooperació, tant de composició bilateral o multilateral i d'àmbit general o sectorial, en les matèries en què hi hagi interrelació competencial.

## Funcionament
Tal com preveu l'article 5è de la Llei 30/1992 de règim jurídic de les administracions públiques i del procediment administratiu comú, aquests òrgans de coordinació i/o cooperació han de presentar les següents característiques:
- No es consideren òrgans de cooperació els òrgans col·legiats creats per l'estat en l'exercici de les seves competències en els quals es prevegi que hi participin representants de les administracions autonòmiques amb la finalitat de consulta.
- Quan els òrgans són bilaterals i d'àmbit general que reuneixen membres dels governs d'ambdues administracions, aquest òrgan rep el nom de comissió bilateral de cooperació. Aquestes comissions es creen mitjançant acords que determinen la naturalesa del seu règim
- Quan els òrgans són multilaterals i d'àmbit general que reuneixen membres dels governs de les diferents administracions, es denomina conferència sectorial. El règim de cada conferència sectorial és la que estableix el corresponent acord d'institucionalització i el reglament intern.
  - La convocatòria de la conferència sectorial, la fa el ministre competent en aquell sector.
  - Els acords que se'n derivin els ha de signar el ministre i el titular de les comunitats autònomes. Si s'escau, aquests acords es poden formalitzar sota la denominació de conveni de conferència sectorial.
  - Les conferències sectorials poden acordar la creació de comissions i grups de treball per a la preparació, l'estudi i el desenvolupament de qüestions concretes pròpies de l'àmbit material de cada una d'aquestes.
- Seguint aquest mateix model l'estat i una o més comunitats autònomes poden constituir altres òrgans de cooperació que reuneixin responsables de la matèria.
- Quan el sector a tractar sigui d'especial rellevància per a les administracions locals, el Ple de l'òrgan pot acordar que l'associació d'aquestes d'àmbit estatal (Federació Espanyola de Municipis i Províncies) amb una major implantació sigui convidada a assistir a les seves reunions, amb caràcter permanent o segons l'ordre del dia.[2]